# Rudolf Mansfeld
Rudolf Albert Otto Mansfeld  (* 17. Januar 1901 in Weißensee; † 30. November 1960 in Gatersleben) war ein deutscher Botaniker und einer der führenden Experten für Nomenklaturfragen. Sein offizielles botanisches Autorenkürzel lautet „Mansf.“

## Leben
Rudolf Mansfeld war promovierter Botaniker und Kurator am Botanischen Garten und Museum in Berlin-Dahlem, wo er der Nachfolger von Rudolf Schlechter war. Nach dem Zweiten Weltkrieg war er am späteren Leibniz-Institut für Pflanzengenetik und Kulturpflanzenforschung in Gatersleben. 1949 wurde er dort Nachfolger von Werner Rothmaler als Abteilungsleiter und leitete dort zuletzt die Abteilung Systematik und Sortiment. Er hatte den Professoren-Titel.
Er ist bekannt für sein Verzeichnis landwirtschaftlicher und gärtnerischer Kulturpflanzen (ohne Zierpflanzen), das auch ins Englische übersetzt wurde. Er gab es mit mehreren anderen Wissenschaftlern des Instituts heraus und es enthielt auf 669 Seiten rund 1800 Arten. Es ist als Mansfeld-Verzeichnis bekannt (im Englischen Mansfeld Encyclopaedia).  Er befasste sich mit Systematik von Kulturpflanzen.
Daneben war er Spezialist für Orchideen und Wolfsmilchgewächse.
Im Jahr 1960 wurde er zum Mitglied der Leopoldina gewählt.
In Gatersleben wird seit 1997 der Rudolf Mansfeld Preis für Kulturpflanzenforschung vergeben.

## Schriften
- mit anderen: Vorläufiges Verzeichnis landwirtschaftlich und gärtnerisch kultivierter Pflanzenarten (mit Ausschluss von Zierpflanzen), Beiheft 2 von Die Kulturpflanze, Gatersleben 1959
  - 2. Auflage herausgegeben von Jürgen Schultze-Motel im Akademie-Verlag und Springer Verlag 1986 in 4 Bänden mit 4800 Arten. Die 3. Auflage erschien 2001 im Springer Verlag in englischer Sprache, herausgegeben von Peter Hanelt. Es hatte 3645 Seiten in 6 Bänden und behandelt 6100 von rund 7000 bekannten Kulturpflanzenarten. Es ist auch im Internet als Mansfeld´s World Database of Agricultural and Horticultural Crops.
- mit Rudolf Schlechter: Figuren-Atlas zu den Orchideenflora der südamerikanischen Kordillerenstaaten. Verlag des Repertoriums, Dahlem 1929.
- mit Rudolf Schlechter: Figuren-Atlas zu den Orchidaceen von Deutsch-Neu-Guinea. Verlag des Repertoriums, Dahlem 1929.
- Verzeichnis der Farn- und Blütenpflanzen des Deutschen Reiches (= Berichte der Deutschen Botanischen Gesellschaft. Band 58a). G. Fischer, Jena 1940.
- Die Technik der wissenschaftlichen Pflanzenbenennung; Einführung in die Internationalen Regeln der botanischen Nomenklatur. Akademie Verlag, Berlin 1949.
- Über den Artbegriff in der systematischen Botanik. In: Biologisches Zentralblatt. Band 67, 1948, S. 320–331.
- Zur allgemeinen Systematik der Kulturpflanzen. In: Die Kulturpflanze. Band 1, 1953, S. 138–155, und Band 2, 1954, S. 130–142.
- Zur Nomenklatur einiger Nutz- und Kulturpflanzen. In: Die Kulturpflanze. Band 3, 1955, S. 60–68.

Er gab auch die Blütenanalyse neuer Orchideen (4 Bände, Dahlem, Verlag des Repertoriums, 1930 bis 1934) von Rudolf Schlechter heraus.